# Maddenstown
Maddenstown (iriska: Baile Uí Mhadaín) är en ort i republiken Irland.   Den ligger i provinsen Leinster, i den centrala delen av landet, 50 km sydväst om huvudstaden Dublin. Maddenstown ligger 97 meter över havet och antalet invånare är 145.
Terrängen runt Maddenstown är platt.Runt Maddenstown är det ganska glesbefolkat, med 27 invånare per kvadratkilometer. Närmaste större samhälle är Naas, 16,0 km nordost om Maddenstown. Trakten runt Maddenstown består i huvudsak av gräsmarker.